# Білокриницька сільська рада (Рівненський район)
Білокрини́цька сільська́ ра́да — орган місцевого самоврядування в Рівненському районі Рівненської області. Адміністративний центр — село Біла Криниця.

## Загальні відомості
- Білокриницька сільська рада утворена в 1940 році.
- Територія ради: 36,433 км²
- Населення ради: 3 297 осіб (станом на 2001 рік)

## Населені пункти
Сільській раді підпорядковані населені пункти:
- с. Біла Криниця
- с. Антопіль
- с. Глинки

## Склад ради
Рада складається з 26 депутатів та голови.
- Голова ради: Гончарук Тетяна Володимирівна
- Секретар ради: Поліщук Інна Анатоліївна

### Керівний склад попередніх скликань
| Прізвище, ім'я, по батькові   | Основні відомості                                                 | Дата обрання | Дата звільнення |
| ----------------------------- | ----------------------------------------------------------------- | ------------ | --------------- |
| Ткачук Віталій Ростиславович  | Сільський голова, 1963 року народження, безпартійний              | 26.03.2006   | 31.10.2010      |
| Гончарук Тетяна Володимирівна | Сільський голова, 1970 року народження, освіта вища, позапартійна | 31.10.2010   |                 |

Примітка: таблиця складена за даними сайту Верховної Ради України